# 傅元順
傅元順（1535年—1578年），字伯達，號信吾，江西撫州府臨川縣人，民籍，明朝政治人物。

## 生平
嘉靖四十年（1561年）辛酉科江西鄉試第三十一名舉人。隆慶二年（1568年）中式戊辰科會試第二百九十四名，三甲第一百四十三名進士。授浙江兰溪县知县，五年擢大理寺右评事，萬曆二年（1574年）四月改任云南道监察御史，三年巡按陕西，巡视茶馬，任满，稱病告归。萬曆六年四月卒于家，年四十四。

## 家族
曾祖傅英；祖父傅序；父傅默，號石井，教授，封大理寺评事。母黃氏，封孺人。重庆下。兄傅元和（贡士）。弟元愷、元悌、元明、元良。